# Ici Londres… la colombe ne doit pas voler
Pour plus de détails, voir Fiche technique et Distribution.
Ici Londres… la colombe ne doit pas voler (La colomba non deve volare) est un film germano-italien réalisé par Sergio Garrone et sorti en 1970.

## Synopsis
Sicile, juillet 1943 : nous sommes au cœur de la Seconde Guerre mondiale et quelque cent mille soldats de la coalition italo-allemande sont encerclés par les troupes anglo-américaines. Pour affaiblir leurs assaillants, les Italiens ont l'idée de les priver de carburant en détruisant la source de leur approvisionnement : les puits de pétrole des îles de Bahreïn. La mission est confiée à l'escadrille de bombardiers Savoia-Marchetti SM.79 placée sous le commandement de l'Italien Ridolfi qui, depuis la Crète, va diriger les opérations avec l'aide de l'agent Pablo Vallajo de l'Espagne franquiste.

## Fiche technique
- Titre français : Ici Londres… la colombe ne doit pas voler[1]
- Titre original : La colomba non deve volare
- Réalisation : Sergio Garrone
- Scénario : Tito Carpi, Mario di Nardo, Sergio Garrone et Giuseppe Masini d'après son histoire
- Photographie : Franco Delli Colli
- Musique : Riz Ortolani
- Sociétés de production : Inter West Film (Allemagne), PAC (Italie), Copro film (Le Caire)
- Sociétés de distribution : Mondial Film (France), Les Films Grandvilliers (France), France Inter Cinéma, Trans Films (France), Société D3 Distribution (France), Cecchi Gori Home Video (Italie)
- Pays d'origine :  Allemagne de l'Ouest,  Italie,  Égypte
- Langue originale : italien
- Format : 35 mm — couleur et noir et blanc[Note 1] — 1.85:1 — stéréo
- Genre : film de guerre, film historique
- Durée : 101 minutes
- Dates de sortie : 
  - Italie : 12 mars 1970
  - France : 17 mai 1971
- (fr) Classification CNC : tous publics (visa d'exploitation no 37676 délivré le 25 mars 1971)

## Distribution
- Horst Buchholz : Pablo Vallajo
- Sylva Koscina : Anna Matera Duplessis
- William Berger : Harris, le major britannique
- Riccardo Garrone : Ridolfi, le commandant italien
- Howard Ross : le pilote Venieri
- Carlo Alighiero : Charles Matera, le mari d'Anna
- Ahmed Louxor : le commandant britannique, supérieur de Harris

## Production

### Scénario
Le scénario s'inspire librement d'un fait historique peu connu de la Seconde Guerre mondiale, le bombardement italien des puits de pétrole du Bahrein par quatre avions Savoia-Marchetti SM.82.

### Tournage
- Année de prises de vue : 1969.
- Extérieurs : Égypte et Sicile.